# Invasão de Uganda de 1972
A invasão de Uganda em 1972  foi uma tentativa armada dos insurgentes ugandenses, apoiados pela Tanzânia, de derrubar o regime de Idi Amin. Sob as ordens do ex-presidente de Uganda Milton Obote, os insurgentes lançaram uma invasão ao sul de Uganda com apoio limitado da Tanzânia em setembro de 1972. A força rebelde consistia principalmente no "Exército do Povo", cujas tropas eram principalmente leais a Obote, mas também incluíam guerrilhas lideradas por Yoweri Museveni. A operação foi prejudicada por problemas desde o início, pois um raide planejado do comando rebelde teve que ser abortado, Amin foi avisado da invasão iminente e os rebeldes não tinham número, treinamento e equipamento. Apesar disso, os militantes ocuparam algumas cidades no sul de Uganda no início da invasão. No entanto, nenhuma grande revolta popular irrompeu como Obote esperava.
Sem o apoio civil em massa e em menor número, bem como desarmados, os rebeldes foram derrotados sobretudo pelos partidários de Amin em poucas horas. A maioria dos insurgentes foi morta ou capturada, enquanto o restante fugiu em desordem de volta para a Tanzânia. Reforçadas por tropas aliadas da Líbia e da Organização para a Libertação da Palestina (OLP), as forças de segurança de Uganda lançaram operações  para perseguir e destruir os rebeldes errantes, enquanto iniciavam expurgos políticos contra supostos apoiadores de Obote. Ao mesmo tempo, Amin ordenou que sua força aérea retaliasse bombardeando a Tanzânia, levando esta última a mobilizar seu exército ao longo da fronteira. Antes que o conflito pudesse se transformar em uma guerra total entre Uganda e Tanzânia, os dois países concordaram em um cessar-fogo sob mediação somali e, subsequentemente, ratificaram um tratado em Mogadíscio para acalmar as tensões. Apesar disso, o conflito piorou muito as relações já precárias entre Uganda e Tanzânia e, em última análise, contribuiu para a Guerra Uganda-Tanzânia.

### Obras citadas
- «Armed Invasion of Uganda by Followers of Ex-President Obote. Resultant Conflict between Uganda and Tanzania. Somali Mediation leads to Peaceful Settlement.» (PDF). Keesing's Worldwide, LLC. Keesing's Record of World Events. 18. 1972
- Avirgan, Tony; Honey, Martha (1983). War in Uganda: The Legacy of Idi Amin. Dar es Salaam: Tanzania Publishing House. ISBN 978-9976-1-0056-3
- Cooper, Tom; Fontanellaz, Adrien (2015). Wars and Insurgencies of Uganda 1971–1994. Solihull: Helion & Company Limited. ISBN 978-1-910294-55-0
- Decker, Alicia (2010). «Idi Amin's Dirty War: Subversion, Sabotage, and the Battle to Keep Uganda Clean, 1971-1979». The International Journal of African Historical Studies. 43 (3): 489–513. JSTOR 23046822
- Decker, Alicia C. (2014). In Idi Amin's Shadow: Women, Gender, and Militarism in Uganda. Athens, Ohio: Ohio University Press. ISBN 978-0-8214-4502-0
- Kasozi, A. (1994). Social Origins of Violence in Uganda, 1964-1985. [S.l.]: McGill-Queen's Press. ISBN 9780773564879
- Lowman, Thomas James (2020). Beyond Idi Amin: Causes and Drivers of Political Violence in Uganda, 1971-1979 (PDF) (PhD thesis). Durham University
- Ngoga, Pascal (1998). «Uganda: The National Resistance Army». In:  Christopher S. Clapham. African Guerrillas James Currey Reprint ed. Melton, Suffolk: James Currey Ltd. pp. 91–106. ISBN 9780852558157
- Ravenhill, F. J. (Abril de 1974). «Military Rule in Uganda: The Politics of Survival». Cambridge University Press. African Studies Review. 17 (1): 229–260. JSTOR 523588. doi:10.2307/523588
- Rice, Andrew (1 de Abril de 2003). «The Great Rift» (PDF). Institute of Current World Affairs Letters. AR (9)
- Rice, Andrew (2009). The Teeth May Smile But the Heart Does Not Forget: Murder and Memory in Uganda. New York City: Henry Holt and Company. ISBN 978-0-8050-7965-4
- Roberts, George (2017). «The Uganda–Tanzania War, the fall of Idi Amin, and the failure of African diplomacy, 1978–1979». In:  Anderson, David M.; Rolandsen, Øystein H. Politics and Violence in Eastern Africa: The Struggles of Emerging States. London: Routledge. pp. 154–171. ISBN 978-1-317-53952-0
- Seftel, Adam, ed. (2010) [1st pub. 1994]. Uganda: The Bloodstained Pearl of Africa and Its Struggle for Peace. From the Pages of Drum. Kampala: Fountain Publishers. ISBN 978-9970-02-036-2
- Otunnu, Ogenga (2016). Crisis of Legitimacy and Political Violence in Uganda, 1890 to 1979. Chicago: Palgrave Macmillan. ISBN 978-3-319-33155-3
- Otunnu, Ogenga (2017). Crisis of Legitimacy and Political Violence in Uganda, 1979 to 2016. Chicago: Palgrave Macmillan. ISBN 978-3-319-33155-3

- Este artigo foi inicialmente traduzido, total ou parcialmente, do artigo da Wikipédia em inglês cujo título é «1972 invasion of Uganda».